# Marc Rivière
Marc Rivière (París, 18 de novembre de 1950) és un director, actor, productor de cinema i guionista francès.

## Biografia
Abans d'emprendre la producció del seu primer llargmetratge, va treballar durant diversos anys com a ajudant de direcció, especialment per a Gérard Oury, Georges Lautner, Yves Robert i Claude Pinoteau. Després va fer moltes pel·lícules de televisió.
El 2009, va posar en escena La Première Gorgée de bière al théâtre de la Coursive, à La Rochelle.

## Filmografia

### Actor
- 2002 : Le Miroir d'Alice
- 2009 : La Reine et le Cardinal

### Director
- 1989 : Le Crime d'Antoine
- 1990 : Ferbac, mariage mortel (telefilm) FRANCE TV
- 1994 : 
  - L'Été de Zora (telefilm per France TV)
  - La Règle du silence (telefilm per France TV), amb Marie Rivière com a codirectora
- 1995 : Le Propre de l'homme (telefilm) FRANCE TV
- 1995 : Arthur Rimbaud, l'homme aux semelles de vent (2x 90 min telefilm) FRANCE TV
- 1997 : Aventurier malgré lui (telefilm) FRANCE TV
- 1997 : Le Censeur du lycée d'Épinal (telefilm) FRANCE TV
- 1998 : Louise et les Marchés (telefilm) FRANCE TV
- 1999 : La Petite Fille en costume marin (telefilm) FRANCE TV
- 2002 : Le Miroir d'Alice (telefilm 2 x 90 min) FRANCE TV
- 2002 : Père et Maire (2 episodis) : Chippendales (sèrie de televisió) FRANCE TV
- 2002 : Une fille dans l'azur (telefilm) TF1
- 2004 : Haute Coiffure (telefilm) ARTE FRANCE
- 2005 : Le Mystère Alexia (telefilm) FRANCE TV
- 2005 : L'Arbre et l'Oiseau (telefilm)FRANCE TV
- 2006 : Le Lièvre de Vatanen
- 2007 : Chez Maupassant (telefilm) FRANCE TV
- 2007 : Tragédie en direct (telefilm) FRANCE TV
- 2009 : La Reine et le Cardinal (telefilm) FRANCE TV
- 2010 : Tempêtes (TV), co-direcció amb Dominique Baron i Michel Sibra
- 2011-2016 : Le Sang de la vigne (7 episodis) (sèrie de televisió) FRANCE TV
- 2016 : La Face (telefilm) FRANCE TV

### Productor i guionista
- 2006 : Le Lièvre de Vatanen

### Director ajudant
- 1977 : À chacun son enfer d'André Cayatte
- 1977 : Monsieur Papa de Philippe Monnier
- 1977 : Nous irons tous au paradis d'Yves Robert
- 1978 : La Raison d'État d'André Cayatte
- 1978 : La Carapate de Gérard Oury
- 1979 : Le Temps des vacances de Claude Vital
- 1979 : Je te tiens, tu me tiens par la barbichette de Jean Yanne
- 1979 : Courage fuyons d'Yves Robert
- 1980 : Je vais craquer de François Leterrier
- 1980 : Le Coup du parapluie de Gérard Oury
- 1981 : Pourquoi pas nous ? de Michel Berny
- 1982 : Jamais avant le mariage de Daniel Ceccaldi
- 1983 : Attention, une femme peut en cacher une autre !, de Georges Lautner
- 1983 : L'Été de nos quinze ans de Marcel Jullian
- 1984 : Just the Way You Are, d'Édouard Molinaro
- 1984 : La Septième Cible de Claude Pinoteau

## Premis
- Festival de la Ficció TV de La Rochelle 2008 : millor direcció per La Reine et le Cardinal[5]